# Отворено првенство Катара за мушкарце
Отворено првенство Катара (познато и по спонзорском имену Qatar ExxonMobil Open) је тениски турнир за мушкарце који се сваке године почетком јануара одржава у Дохи. Игра се на отвореним теренима са тврдом подлогом и означава почетак сезоне. Од 2020. године налази се у истој недељи са АТП купом.
Први пут је игран 1993. и један од два турнира (уз Дубаи) који се одржава на Блиском истоку. Три пута је биран од стране играча за турнир године у категорији АТП 250 серије (2015, 2017, 2019). Организује се од стране Тениске федерације Катара. Директор турнира је Карим Алами, бивши марокански тенисер.
Централни стадион тениског комплекса у Дохи (Khalifa International Tennis & Squash Complex) има капацитет од 7000 места.
Титуле су освајали сви тенисери из тзв. велике четворке. Роџер Федерер је рекордер са три освојене титуле у појединачној конкуренцији (2005, 2006, 2011), по две имају Енди Мари (2008, 2009) и Новак Ђоковић (2016, 2017) док је Рафаел Надал само једном тријумфовао (2014). Међутим, Надал има и рекордне четири титуле у кокуренцији парова (2005, 2009, 2011, 2015).

## Поени и новчана награда (2021)
|             |                 | П        | Ф        | ПФ       | ЧФ       | 2К       | 1К       | КВ | КВ2     | КВ1     |
| Појединачно | Поени           | 250      | 150      | 90       | 45       | 20       | 0        | 12 | 6       | 0       |
| Појединачно | Новчана награда | 69.520 $ | 51.340 $ | 36.940 $ | 25.045 $ | 16.780 $ | 11.270 $ | –  | 5.760 $ | 3.395 $ |
| Парови      | Поени           | 250      | 150      | 90       | 45       | –        | 0        | –  | –       | –       |
| Парови      | Новчана награда | 22.720 $ | 16.610 $ | 12.630 $ | 9.040 $  | –        | 6.610 $  | –  | –       | –       |

Извор:

## Протекла финала

### Појединачно
| Година                     | Победник              | Финалиста             | Резултат                |
| -------------------------- | --------------------- | --------------------- | ----------------------- |
| ↓ АТП Светска серија ↓     |                       |                       |                         |
| 1993.                      | Борис Бекер           | Горан Иванишевић      | 7:6(7:4), 4:6, 7:5      |
| 1994.                      | Стефан Едберг         | Паул Хархојс          | 6:3, 6:2                |
| 1995.                      | Стефан Едберг (2)     | Магнус Ларсон         | 7:6(7:4), 6:1           |
| 1996.                      | Петр Корда            | Јунес ел Ајнауи       | 7:6(7:5), 2:6, 7:6(7:5) |
| 1997.                      | Џим Куријер           | Тим Хенман            | 7:5, 6:7(5:7), 6:2      |
| 1998.                      | Петр Корда (2)        | Фабрис Санторо        | 6:0, 6:3                |
| 1999.                      | Рајнер Шитлер         | Тим Хенман            | 6:4, 5:7, 6:1           |
| ↓ АТП Међународна серија ↓ |                       |                       |                         |
| 2000.                      | Фабрис Санторо        | Рајнер Шитлер         | 3:6, 7:5, 3:0 (предаја) |
| 2001.                      | Марсело Риос          | Бохдан Улихрах        | 6:3, 2:6, 6:3           |
| 2002.                      | Јунес ел Ајнауи       | Феликс Мантиља        | 4:6, 6:2, 6:2           |
| 2003.                      | Штефан Коубек         | Џен-Мајкл Гамбил      | 6:4, 6:4                |
| 2004.                      | Никола Ескиде         | Иван Љубичић          | 6:3, 7:6(7:4)           |
| 2005.                      | Роџер Федерер         | Иван Љубичић          | 6:3, 6:1                |
| 2006.                      | Роџер Федерер (2)     | Гаел Монфис           | 6:3, 7:6(7:5)           |
| 2007.                      | Иван Љубичић          | Енди Мари             | 6:4, 6:4                |
| 2008.                      | Енди Мари             | Станислас Вавринка    | 6:4, 4:6, 6:2           |
| ↓ АТП 250 серија ↓         |                       |                       |                         |
| 2009.                      | Енди Мари (2)         | Енди Родик            | 6:4, 6:2                |
| 2010.                      | Николај Давиденко     | Рафаел Надал          | 0:6, 7:6(10:8), 6:4     |
| 2011.                      | Роџер Федерер (3)     | Николај Давиденко     | 6:3, 6:4                |
| 2012.                      | Жо-Вилфрид Цонга      | Гаел Монфис           | 7:5, 6:3                |
| 2013.                      | Ришар Гаске           | Николај Давиденко     | 3:6, 7:6(7:4), 6:3      |
| 2014.                      | Рафаел Надал          | Гаел Монфис           | 6:1, 6:7(5:7), 6:2      |
| 2015.                      | Давид Ферер           | Томаш Бердих          | 6:4, 7:5                |
| 2016.                      | Новак Ђоковић         | Рафаел Надал          | 6:1, 6:2                |
| 2017.                      | Новак Ђоковић (2)     | Енди Мари             | 6:3, 5:7, 6:4           |
| 2018.                      | Гаел Монфис           | Андреј Рубљов         | 6:2, 6:3                |
| 2019.                      | Роберто Баутиста Агут | Томаш Бердих          | 6:4, 3:6, 6:3           |
| 2020.                      | Андреј Рубљов         | Корентен Муте         | 6:2, 7:6(7:3)           |
| 2021.                      | Николоз Басилашвили   | Роберто Баутиста Агут | 7:6(7:5), 6:2           |

### Парови
| Година                     | Победници                             | Финалисти                       | Резултат         |
| -------------------------- | ------------------------------------- | ------------------------------- | ---------------- |
| ↓ АТП Светска серија ↓     |                                       |                                 |                  |
| 1993.                      | Борис Бекер Патрик Кинен              | Шелби Канон Скот Мелвил         | 6:2, 6:4         |
| 1994.                      | Оливије Делетр Стефан Симијан         | Шелби Канон Бајрон Талбот       | 6:3, 6:3         |
| 1995.                      | Стефан Едберг Магнус Ларсон           | Андреј Ољховски Јан Симеринк    | 7:6, 6:2         |
| 1996.                      | Марк Ноулс Данијел Нестор             | Јако Елтинг Паул Хархојс        | 7:6, 6:3         |
| 1997.                      | Јако Елтинг Паул Хархојс              | Патрик Фредриксон Магнус Норман | 6:3, 6:2         |
| 1998.                      | Махеш Бупати Леандер Паес             | Оливије Делетр Фабрис Санторо   | 6:4, 3:6, 6:4    |
| 1999.                      | Алекс О'Брајен Џаред Палмер           | Пит Норвал Кевин Улијет         | 6:3, 6:4         |
| ↓ АТП Међународна серија ↓ |                                       |                                 |                  |
| 2000.                      | Марк Ноулс (2) Макс Мирни             | Алекс О'Брајен Џаред Палмер     | 6:3, 6:4         |
| 2001.                      | Марк Ноулс (3) Данијел Нестор         | Ђоан Балселс Андреј Ољховски    | 6:3, 6:1         |
| 2002.                      | Доналд Џонсон Џаред Палмер (2)        | Јиржи Новак Давид Рикл          | 6:3, 7:6(7:5)    |
| 2003.                      | Мартин Дам Цирил Сук                  | Марк Ноулс Данијел Нестор       | 6:4, 7:6(10:8)   |
| 2004.                      | Мартин Дам (2) Цирил Сук (2)          | Штефан Коубек Енди Родик        | 6:2, 6:4         |
| 2005.                      | Алберт Коста Рафаел Надал             | Андреј Павел Михаил Јужни       | 6:3, 4:6, 6:3    |
| 2006.                      | Јонас Бјеркман Макс Мирни (2)         | Кристоф Рокус Оливје Рокус      | 2:6, 6:3, [10:8] |
| 2007.                      | Михаил Јужни Ненад Зимоњић            | Мартин Дам Леандер Паес         | 6:1, 7:6(7:3)    |
| 2008.                      | Филип Колшрајбер Давид Шкох           | Џеф Куци Весли Муди             | 6:4, 4:6, [11:9] |
| ↓ АТП 250 серија ↓         |                                       |                                 |                  |
| 2009.                      | Марк Лопез Рафаел Надал (2)           | Данијел Нестор Ненад Зимоњић    | 4:6, 6:4, [10:8] |
| 2010.                      | Гиљермо Гарсија-Лопез Алберт Монтањес | Франтишек Чермак Михал Мертињак | 6:4, 7:5         |
| 2011.                      | Марк Лопез (2) Рафаел Надал (3)       | Данијеле Брачали Андреас Сепи   | 6:3, 7:6(7:4)    |
| 2012.                      | Филип Полашек Лукаш Росол             | Кристофер Кас Филип Колшрајбер  | 6:3, 6:4         |
| 2013.                      | Кристофер Кас Филип Колшрајбер        | Јулијан Ноул Филип Полашек      | 7:5, 6:4         |
| 2014.                      | Томаш Бердих Јан Хајек                | Александер Пеја Бруно Соарес    | 6:2, 6:4         |
| 2015.                      | Хуан Монако Рафаел Надал (4)          | Јулијан Ноул Филип Освалд       | 6:3, 6:4         |
| 2016.                      | Фелисијано Лопез Марк Лопез (3)       | Филип Печнер Александер Пеја    | 6:4, 6:3         |
| 2017.                      | Жереми Шарди Фабрис Мартен            | Вашек Поспишил Радек Штјепанек  | 6:4, 7:6(7:3)    |
| 2018.                      | Оливер Марах Мате Павић               | Џејми Мари Бруно Соарес         | 6:2, 7:6(8:6)    |
| 2019.                      | Давид Гофен Пјер-Иг Ербер             | Робин Хасе Матве Миделкоп       | 5:7, 6:4, [10:4] |
| 2020.                      | Рохан Бопана Весли Колхоф             | Лук Бамбриџ Сантијаго Гонзалез  | 3:6, 6:2, [10:6] |
| 2021.                      | Аслан Карацев Андреј Рубљов           | Маркус Данијел Филип Освалд     | 7:5, 6:4         |

## Рекорди

### Највише титула у појединачној конкуренцији
- Роџер Федерер: 3 (2005, 2006, 2011)

### Највише титула у конкуренцији парова
- Рафаел Надал: 4 (2005, 2009, 2011, 2015)

### Најстарији победник у појединачној конкуренцији
- Давид Ферер: 32 године (2015)

### Најмлађи победник у појединачној конкуренцији
- Енди Мари: 20 година (2008)

### Најниже рангирани шампион
- Рајнер Шитлер: 124. место на АТП листи (1999)

Извор: